# Joechnovocultuur
De Joechnovocultuur (Russisch: Юхновская культура, Joechnovskaja koeltoera) is een archeologische cultuur van de ijzertijd van de 5e tot 2e eeuw v.Chr. Ze is vernoemd naar het dorp Joechnovo in de oblast Tsjernihiv.
Ze wordt gevonden op het grondgebied van de Oekraïense oblast Tsjernihiv en de Russische oblasten Brjansk, Koersk en Orjol. 
De Joechnovocultuur wordt vaak in verband gebracht met de door Herodotus vermelde Budini. Ook een identificatie met de Melanchlaeni is voorgesteld.
De Joechnovocultuur grenst aan de Boven-Okacultuur, Dnjepr-Dvinacultuur en Milogradcultuur.

## Verbanden met andere culturen
Zowel de Milograd- als de Joechnovocultuur werden gevormd op basis van de Lebedovocultuur. Een belangrijke rol werd daarbij gespeeld door de Bondarichacultuur, die in de 7e eeuw v.Chr. door de stammen van de Tsjornoliscultuur naar het noorden werd verdreven, waar het in het Desna-bekken een van de componenten van de Joechnovocultuur werd. De ontwikkeling van de Joechnovocultuur werd sterk beïnvloed door de Scythische bossteppecultuur.
Aan het begin van de jaartelling ervoer de Joechnovocultuur een zuidelijke invloed van de Zaroebyntsicultuur, waardoor de "hybride" Potsjep- en Mosjtsjiny-culturen werden gevormd.

## Materiële cultuur
De nederzettingen van de Joechnovocultuur waren, net als de Scythische, onderverdeeld in twee typen: kleine versterkte nederzettingen en niet-versterkte nederzettingen, waarbij de laatste territoriaal verbonden waren met de versterkte nederzettingen, waardoor ze een soort agglomeratie, "microregio's" vormden. De vestingwerken van de versterkte nederzettingen waren krachtig en complex - een of drie rijen sloten en wallen, houten muren langs de hele omtrek en gelegen op kliffen langs de oevers van de rivieren. Artefacten van deze cultuur worden vertegenwoordigd door aardewerk, lemen ovens, spintollen, ijzeren priemen, benen naalden en bronzen ornamenten. De belangrijkste graansoorten waren gerst, emmertarwe en gierst.

## Geestelijke cultuur
Er zijn meerdere cultplaatsen van de Joechnovocultuur bekend. Nabij het dorp Vsjtsjizj in het district Zjoekovka van de oblast Brjansk werd een groot en complex heiligdom-fort van de Joechnovocultuur onderzocht. Er zijn aanwijzingen voor een berencultus.